# Silverton (Royaume-Uni)
Pour les articles homonymes, voir Silverton.
Silverton est un village et une paroisse civile du Devon, dans le sud-ouest de l'Angleterre. 

Il est situé dans l'est du comté, à une douzaine de kilomètres au nord de la ville d'Exeter. Administrativement, il relève du district non métropolitain du Mid Devon.

## Toponymie
Silverton est un nom d'origine vieil-anglaise. Il désigne probablement une ferme (tūn) située près d'un gué (ford) proche d'une ravine (sulh). Il est attesté pour la première fois dans le Domesday Book, compilé en 1086, sous la forme Sulfretone.

## Démographie
Au recensement de 2011, la paroisse civile de Silverton comptait 1 875 habitants.